# Pedro Páramo

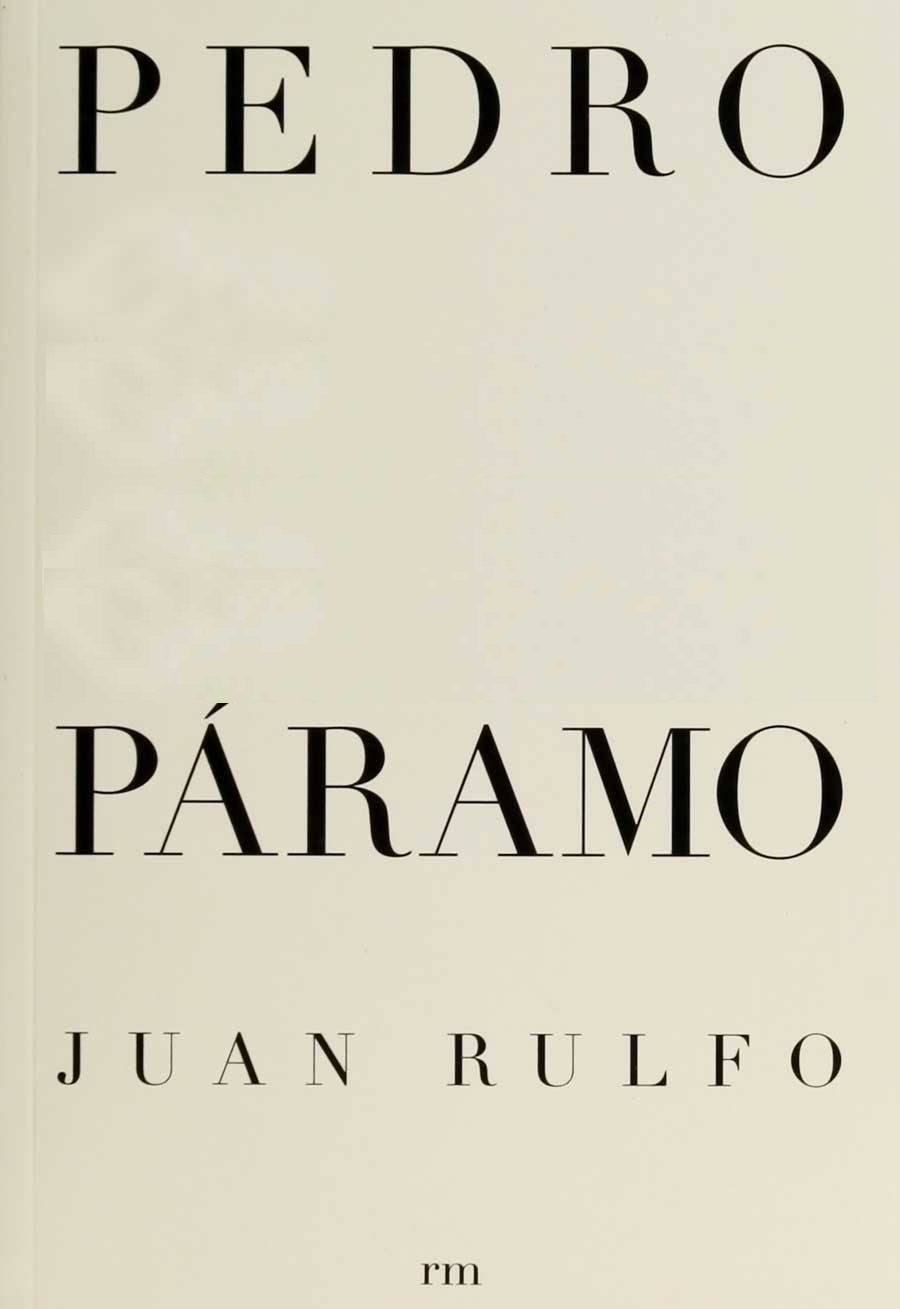
Vereinfachter Umschlag der vom RM Verlag herausgegebenen Ausgabe von Pedro Páramo anlässlich des 50-jährigen Bestehens des Werks.

Pedro Páramo ist der einzige Roman des mexikanischen Schriftstellers Juan Rulfo. Er wurde 1955 veröffentlicht und gilt seither als bahnbrechendes Werk der lateinamerikanischen Literatur, da er vor allem großen Einfluss auf den Magischen Realismus hatte.
Im Jahr 1958 wurde der Roman von Mariana Frenk-Westheim ins Deutsche übersetzt. Im Jahr 2008 erschien eine Neuübersetzung von Dagmar Ploetz. Er wurde mehrfach verfilmt, wobei das Drehbuch zweier Filme von Gabriel García Márquez verfasst wurde.

## Roman
Die zweiteilige Handlungsgeschichte ist relativ autobiografisch. Der Autor erlebte während der mexikanischen Revolution im Kindesalter den Tod der Eltern sowie weiterer Familienmitglieder. Diese Erlebnisse lassen sich in „Pedro Páramo“ wiederfinden. Der Roman ist nach Ursula Link-Heer jedoch trotzdem nicht nur autobiografisch zu lesen, sondern auf zwei verschiedene Arten:
1. die Geschichte eines Sohnes, Juan Preciado, auf der Suche nach seinem Vater, Pedro Páramo;
2. als Geschichte des Vaters und das heißt als Geschichte von Aufstieg und Fall eines „cacique“.

### Handlung
Juan erhält von seiner sterbenden Mutter, Dolores Preciado, den Auftrag, den Vater zu finden und seinen Erbteil zu fordern. So macht sich der Sohn auf den Weg nach Comala, dem Ort der Handlung. Doch er findet den von der Mutter als blühend beschriebenen Ort und die väterliche Hazienda Medialuna verwüstet und entvölkert vor. Seine Zeit in Comala ist durch zahlreiche verwirrende Elemente und Begegnungen geprägt. So hört und sieht er Menschen, die eigentlich tot sind, und schließlich endet seine Reise ebenfalls mit dem Tod, jedoch unterhält er sich danach „mit der neben ihm im Grab liegenden Bettlerin Dorotea über die mutmaßliche Ursache seines Todes und lauscht den vernehmbaren Stimmen anderer Toter“. Er ist zu einem Geist in der Geisterstadt Comala geworden.

Im zweiten Teil wird zunächst die Kindheit Pedro Páramos geschildert und er selbst als nichtsnutziger Träumer dargestellt. Nach der Ermordung seines Vaters und drohender Enteignung heiratet er die Tochter des Hauptgläubigers, Dolores Preciado, und entwickelt sich in der Folge zum unbarmherzigen und gewalttätigen Alleinherrscher über Land und Leute Comalas. Während des Bürgerkrieges arrangiert er sich mit verschiedenen Gruppierungen, die er zum eigenen Nutzen instrumentalisiert. Als seine einstige Jugendliebe, Susana, geistig verwirrt wieder in sein Leben tritt, nimmt er sie auf. Susana lebt allerdings in ihrer eigenen Welt und in der Erinnerung an ihren ersten Mann. Sie bleibt für ihn fern und unbesitzbar. Am Tag ihres Todes feiert die Bevölkerung von Comala, anstatt zu trauern, ein Volksfest. Pedro Páramo schwört schweigend, sich zu rächen, und legt die Hände in den Schoß. Von diesem Tag an beginnt Comala unterzugehen. Schließlich wird er von einem Mann ermordet, der ihm die Schuld am Tod seiner Frau gibt. Pedro Páramo zerfällt in Steinkügelchen, wobei sein Name hierbei wörtlich zu nehmen ist: „(Pedro [piedra]: Stein, Fels; [páramo]: Öde, Steinwüste)“ .

### Struktur
Die Struktur des Romans gleicht einem Mosaik. Es folgen unchronologische Episoden aus dem Leben der beiden Protagonisten scheinbar wahllos aufeinander, während einige Themen in Blöcken wiedergegeben werden. Durch die Vermischung beider Handlungsstränge ergibt sich eine komplexe Konstellation. Zusätzlich existieren Fragmente eines unpersönlichen Erzählers rätselhafter Herkunft und Erinnerungen anderer Personen, die kursiv gekennzeichnet sind. Link-Heer benennt eine Dreifachperspektive von Paradies, Inferno (Hölle) und Purgatorium (Fegefeuer). Auch werden Assoziationen zur Odyssee geweckt, jedoch im Sinne einer Umkehr: Juan Preciado als Telemach, gescheiterter Sohn des Helden.

Hinzu kommt die Schilderung vieler unerklärbarer Phänomene und Elemente, die den erfolgreichen Roman zum Vorbild der nueva novela machte. Noch vor Gabriel García Márquez’ Macondo in Hundert Jahre Einsamkeit wurde Comala zum Ort des magischen Realismus.
Die meisten Namen, die Rulfo seinen Figuren gibt, haben eine Bedeutung, und zwar heißt Dolores Schmerz, Preciado wertvoll, Pedro Stein, Páramo Öde und Abundio der Verlorene.

## Adaptionen
Der Roman war mehrmals Gegenstand von Verfilmungen:
- 1967: Pedro Páramo[3] (mit John Gavin in der männlichen Hauptrolle)
- 1978: Pedro Páramo[4]
- 1981: Pedro Páramo[5]
- 2024: Pedro Páramo, Regie: Rodrigo Prieto, Drehbuch: Mateo Gil, mit Manuel García Rulfo (Pedro Páramo) und Tenoch Huerta (Juan Preciado)[6]

### Hörspielbearbeitung
Juan Rulfo: Pedro Páramo, Bearbeitung (Wort): Ulrich Raschke, Regie: Otto Düben, SDR/WDR 1976 (Kunstkopfstereo)

## Zitate mit Bezug auf den Roman
- Pedro Páramo ist einer der besten Romane der spanischsprachigen Literatur, wenn nicht sogar der ganzen Literatur. Jorge Luis Borges
- Hab es und lies, damit Du lernst! Álvaro Mutis zum jungen Gabriel García Márquez
- Ich konnte nicht einschlafen, bevor ich das Buch zum zweiten Mal gelesen hatte. Gabriel García Márquez
- Die Geschichte besitzt die erschreckende Realität des Alptraums. Octavio Paz